# Sawa (Hebräisch)
Sawa  (hebräisch זָבָה; dt. „Ausfluss“) bedeutet in der Fachsprache der Torah den Zustand der rituellen Unreinheit einer Frau als „Blutflüssige“ (hebräisch זָבָה), außerhalb der Menstruation. Der Zustand der sawa beginnt, nachdem die übliche Blutung innerhalb des Menstruationszyklus aufgehört hat.

## Beschreibung
Aufgrund der Bestimmungen von tumah und taharah kann die sawa זָבָה eine טוּמְאַת מִדְרָס (tumat midras) erzeugen (Levitikus 15,4 ; 15,9 ; 15,26 ) und damit einen Mann für die Dauer von sieben Tagen unrein machen, wenn er mit ihr Geschlechtsverkehr hat. Zudem wird die sawa זָבָה und ihr Partner für die Ausrottungsstrafe (Kareth) strafbar wegen mutwilliger Ausübung verbotenen Geschlechtsverkehrs.

## Hebräische Bibel
Der Zustand der sawa זָבָה wird in Lev 15,1-15  und 15,25-30  konkret geschildert:

„25 Und wenn eine Frau ihren Blutfluss viele Tage außer der Zeit ihrer Absonderung hat oder wenn sie den Fluss über ihre Absonderung hinaus hat, soll sie all die Tage des Flusses ihrer Unreinheit sein wie in den Tagen ihrer Absonderung: Unrein ist sie. 26 Jedes Lager, worauf sie alle Tage ihres Flusses liegt, soll ihr sein wie das Lager ihrer Absonderung, und jedes Gerät, worauf sie sitzt, wird unrein sein nach der Unreinheit ihrer Absonderung. 27 Und jeder, der es berührt, wird unrein sein, und er soll seine Kleider waschen und sich im Wasser baden, und er wird bis zum Abend unrein sein. 28 Und wenn sie rein geworden ist von ihrem Fluss, dann soll sie sich sieben Tage zählen, danach wird sie rein sein. 29 Und am achten Tag soll sie sich zwei Turteltauben oder zwei junge Tauben nehmen und sie an den Eingang des Zeltes der Begegnung zum Priester bringen. 30 Und der Priester soll die eine als Sündopfer und die andere als Brandopfer opfern. So erwirke der Priester Sühnung für sie vor dem HERRN wegen des Flusses ihrer Unreinheit. 31 Und ihr sollt die Söhne Israel warnen vor ihrer Unreinheit, damit sie nicht in ihrer Unreinheit sterben, indem sie meine Wohnung, die in ihrer Mitte ist, unrein machen. 32 Das ist das Gesetz betreffs dessen, der an Ausfluss leidet, und dessen, dem der Samenerguss entgeht, so dass er durch ihn unrein wird, 33 und betreffs der, die krank ist in ihrer Absonderung, und dessen, der seinen Schleimfluss hat, es sei Mann oder Frau, und für den Mann, der neben einer Unreinen liegt.“

„Elberfelder Übersetzung“

## Beschreibung
Es wird zwischen sawa k'tanah (kleine Blutende) und sawa g'dolah (große Blutende) unterschieden.

### sawa k'tanah (kleine Blutende)
Als „sawa ktanah“ gilt eine Frau, wenn sie innerhalb eines elftägigen Zeitraums – auf Grundlage ihrer siebentägigen Menstruationszeit – einen unnatürlichen Blutabfluss bemerkt, aber am nächsten Tag kein weiterer unnatürlicher Blutabfluss erfolgt. Ein Tauchbad reicht aus, um sie tahor (rein) zu machen.

### sawa g'dolah (große Blutende)
Als „sawa g'dolah“ gilt eine Frau, wenn sie innerhalb eines elftägigen Zeitraums – auf Grundlage ihrer siebentägigen Menstruationszeit – einen unnatürlichen Blutabfluss bemerkt. Falls am darauffolgenden Tag weiterer unnatürlicher Blutabfluss erfolgt, gefolgt von einem weiteren unnatürlichen Blutabfluss am darauffolgenden dritten Tag, gilt sie als sawa g'dolah. Sie muss sieben Tage warten, am siebten Tag ein Tauchbad nehmen und ein Korbanopfer am achten Tag erbringen. Dann erst gilt sie als tahor (rein).

## Rezeption
Obadja ben Jacob Sforno meint, dass der Zustand einer „sawa g'dolah“ eine göttliche Strafe sei, um die Frau davon abzuhalten, wie Eva zu handeln. Diese unangenehme Folge ergäbe sich aus der Botschaft Gottes an Eva: „Ich werde ihre Unbequemlichkeit vergrößern und multiplizieren“ (Gen 3,16 ): Mit der siebentägigen Wartezeit wird beabsichtigt, einen Geist von teshuva (Reue) und Reinheit ihren Willen überwältigt. Im Erbringen eines Doppelopfers, Chatat (Sühne) und Korban Olah (Opfer), soll ihre negative Handlung und Gedanken berichtigt werden.
In modernen Orthodoxen Judentum wird zwischen „sawa“ und „nidda“ nicht unterschieden. Eine menstruierende Frau (niddah) muss genauso wie eine „sawa“ die gleichen Reinigungsvorschriften beachten.